# Wettergeschwindigkeit

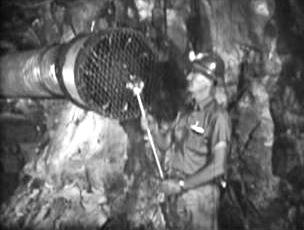
Wettermessung durch einen Wettermann in einer Uranerz-Mine an der Belüftung mit Anemometer zur Ermittelung der Wettergeschwindigkeit (USA, 1960er)

Als Wettergeschwindigkeit bezeichnet man im Bergbau die Strömungsgeschwindigkeit, die die Wetter in einem Grubenbau oder einer Lutte haben. Die Wettergeschwindigkeit hat einen unmittelbaren Einfluss auf die Effektivtemperatur und somit eine große Bedeutung bei der Klimatisierung der Grubenbaue.

## Grundlagen
Grubenbaue müssen kontinuierlich von einer bestimmten Wettermenge, die von verschiedenen Faktoren abhängig ist, durchströmt werden. Dabei bestimmen die jeweilige Wettermenge und der Querschnitt des durchströmten Grubenbaus die Höhe der Wettergeschwindigkeit. Hervorzuheben ist, dass die Wettergeschwindigkeit in einem Grubenbau nicht überall gleich groß. So nimmt die Wettergeschwindigkeit in Grubenbauen mit mehreren Abzweigungen, bei gleichbleibendem Querschnitt, entsprechend der abgezweigten Wettermenge ab. Für einen Frischwetterschacht mit mehreren Sohlen bedeutet dies, dass die Wettergeschwindigkeit im Schacht ab der Rasenhängenbank nach jeder Sohle entsprechend kleiner wird. Aber auch in Grubenbauen ohne Abzweigungen ist die Wettergeschwindigkeit in den Grubenbauen nicht an jeder Stelle des jeweiligen Grubenbaus gleich groß. Sie ist in der Regel in der Mitte des Grubenbaus am höchsten und nimmt zu den Stößen allmählich ab, sie ist dann im Bereich der Stöße am geringsten. Die Ursache für die geringere Wettergeschwindigkeit im Bereich der Stöße liegt an der Reibung der Wetter in der Nähe der Stöße. Diese Kenntnis ist von Bedeutung bei der Messung der Wettergeschwindigkeit und anschließenden Berechnung der Wettermenge. Da die Strecken auf der Wettersohle häufig geringere Querschnitte haben als die Strecken auf den anderen Sohlen, ist auch die Wettergeschwindigkeit der Abwetter in der Regel wesentlich größer als die Wettergeschwindigkeit der Frischwetter.

## Höhe der Wettergeschwindigkeit
Für die Wettergeschwindigkeit gelten, entsprechend den jeweiligen Berggesetzen, bestimmte Mindest- und Höchstwerte. In Steinkohlenbergwerken sind als Mindestgeschwindigkeit für die Wettergeschwindigkeit, je nach Grubenbau, Werte von 0,1 m/s bis einem Meter pro Sekunde vorgeschrieben. Diese Mindestwerte sind erforderlich, damit es im Firstbereich der Grubenbaue nicht zu Ansammlung von Methan kommen kann. Da die Wettergeschwindigkeit auch einen großen Anteil bei der Wetterkühlung hat, ist es an warmen Betriebspunkten oftmals erforderlich, mit höheren Wettergeschwindigkeiten zu arbeiten. Untersuchungen aus dem Jahr 1930 haben gezeigt, dass es bereits bei Wettergeschwindigkeiten von 0,2 m/s zu einer deutlichen Kühlwirkung bei den dort arbeitenden Bergleuten kommt. Wird die Wettergeschwindigkeit auf 0,5 m/s erhöht, so wird bereits 2/3 der maximalen Kühlwirkung durch die Wettergeschwindigkeit erzielt. Der maximale Wert liegt hierbei bei zwei Metern pro Sekunde. Allerdings lässt sich die Wettergeschwindigkeit auch nicht unbegrenzt steigern. Insbesondere dort, wo trockener Kohlenstaub herumliegt, kann es durch höhere Wettergeschwindigkeiten zu Aufwirbelungen des Kohlenstaubes kommen. Diese Wettergeschwindigkeiten, bei denen es zu Aufwirbelungen kommt, werden als kritische Wettergeschwindigkeit bezeichnet. Sie sind, je nach Grubenbau, unterschiedlich hoch. In Streben waren früher deshalb Wettergeschwindigkeiten von zwei bis 2,3 Meter pro Sekunde Standard. Durch technische Verbesserungen ist es heute möglich, in diesem Bereich höheren Wettergeschwindigkeiten zu nutzen. So gelten heute sogenannte Optimalgeschwindigkeiten, die zwischen vier und viereinhalb Metern pro Sekunde liegen. Wird das Fördergut gut befeuchtet, können sogar Wettergeschwindigkeiten von bis zu fünf Metern pro Sekunde angewendet werden, ohne dass es zu wesentlich größeren Staubkonzentrationen kommt. Letztendlich ist bei der Wettergeschwindigkeit behördlicherseits eine obere Grenze festgelegt worden. In der Wetter-Polizeiverordnung, die am 1. Januar 1902 in Kraft trat, wurde zum ersten Mal eine höchste zulässige Wettergeschwindigkeit festgelegt. Der maximale Wert lag bei sechs Metern pro Sekunde. Diese Obergrenze galt für alle Hauptwetterstrecken und Hauptquerschläge, in denen keine regelmäßige Förderung oder Fahrung stattfand. Ausgenommen von dieser Regelung sind nur Wetterkanäle und Wetterschächte. Grund für diesen Höchstwert war die Gefahr des Durchschlagens der Flamme bei den zu dieser Zeit verwendeten Benzinwetterlampen. Nach Einführung der elektrischen Grubenlampen wurde, um die Gesundheit der Bergleute nicht unnötig zu gefährden z. B. durch Staubaufwirbelungen, der Maximalwert beibehalten.